# Tramwaje w Nelson
Tramwaje w Nelson − system komunikacji tramwajowej działający w kanadyjskim mieście Nelson.

## Historia

### 1899−1949
Tramwaje w Nelson uruchomiono 27 grudnia 1899. Ruch na linii prowadziła spółka Nelson Electric Tramway Company. Od 1 stycznia 1905 obsługą tramwajów zajęło się miasto. Po raz pierwszy ruch tramwajów wstrzymano 27 kwietnia 1908 po pożarze zajezdni. Ponownie tramwaje uruchomiono 8 listopada 1910. Wówczas tramwajami zarządzała spółka Nelson Street Railway Company. W okresie 21 grudnia 1910 − 21 czerwca 1911 ruch tramwajów był wstrzymany. W 1914 tramwaje przejęło miasto i od 1 lutego 1914 były obsługiwane przez spółkę Nelson Street Railway. W 1937 w sierpniu i wrześniu ruch tramwajów wstrzymano i zastąpiono autobusami. Ostatecznie tramwaje zlikwidowano 20 czerwca 1949. 

### Po 1982
1 lipca 1982 uruchomiono linię tramwaju turystycznego wzdłuż wybrzeża. Tramwaje na tej linii kursują w sezonie letnim. Linią zarządza spółka Nelson Electric Tramway Society. 